# Pseudotegenaria animata
Pseudotegenaria animata is een spinnensoort in de taxonomische indeling van de trechterspinnen (Agelenidae).
Het dier behoort tot het geslacht Pseudotegenaria. De wetenschappelijke naam van de soort werd voor het eerst geldig gepubliceerd in 1940 door Josef Kratochvíl & František Miller.